# Petr Horáček (spisovatel)
Petr Horáček (* 30. června 1967 Praha) je český výtvarník a autor knih pro děti. Žije a publikuje ve Spojeném království.

## Život
Vystudoval Střední odbornou výtvarnou školu Václava Hollara a Akademii výtvarných umění v Praze. Po jejím dokončení v roce 1994 odešel do Anglie.
Oženil se se spolužačkou z akademie, Angličankou Claire, s níž má dvě děti, dcery Terezu a Cecilii.

## Dílo
- Ztracená ponožka
- Modrá příšera
- O zajíčkovi
- O sovičce
- Motýlek motýl
- Nejlepší dárek
- Kdopak tu spí?
- Do pelíšku
- Slon
- Husa Líza a vánoční hvězda
- Pan Baf
- Nový domek pro myšku
- Nejkrásnější místo na světě
- Jak myška snědla měsíc
- O myšce, která se nebála
- Papuchalk Petr
- Husa Líza
- Modrý tučňák
- Marta a Jonatán
- Nenažraná koza
- Dlouhá cesta
- Zvířecí počítání
- Encyklopedie listnatých stromů a keřů

## Ocenění
Za své knihy získal řadu ocenění.[ujasnit]